# 霧台抗日事件
霧臺抗日事件，或稱霧台事件、魯凱族抗日事件，為1914年（大正3年）發生在台灣日治時期阿緱廳阿里港支廳轄區（現屏東縣政府警察局里港分局）的一宗攻擊事件。

## 事件背景
霧台抗日事件與日本政府全面收繳槍枝有關，槍枝對男性排灣族人來說，不僅是生活上的基本工具(狩獵、防禦、獵首與ilavas奪取戰利品)，更存有精神文化的意義。1914年當時抗拒繳械的有布農族、魯凱族與排灣族，事件背景還有自當年10月6日起至1915年3月8日為止的「南蕃事件」。
日本政府自1895年到1905年間對臺灣原住民部落採綏撫政策，以買賣管制、收購、以物易物、取締等方式，循序漸進收繳原住民的槍枝。在1910年到1915年五年理蕃計畫的尾聲，佐久間左馬太總督宣告平定太魯閣原住民之後，政府改變策略對全島原住民族以武力押收槍械。大正3年(1914年)10月9日，南部排灣族在高雄六龜里參加政府召集的「繳械會議」後，力里社與大龜文社一同屠戮力里警察駐在所與浸水營警察駐在所，警察及家眷5人遭屠殺，為南蕃事件的發端，也是霧臺社抗拒繳械當下的時空背景。

## 事件經過
霧台抗日事件是於大正3年（1914年），發生在台灣日治時期阿緱廳阿里港支廳（現屏東縣政府警察局里港分局）轄下霧臺與神山部落周邊的一起攻擊事件，事因以阿里港支廳警部脇田義一爲首因奉行「理蕃政策」，強制收繳原住民使用的獵槍，引起霧台、神山、吉露、阿禮等諸部落的不滿。脇田因回收槍枝的成效不彰，於1914年10月7日親自前往德文部落的駐在所，由駐在所警部補古村政勝及德文(トクブル社)部落首長家巴資格勒家(Patskel/パクチル)領袖莫利努(Muniun/モリノ)陪同前往霧臺(ブタイ)駐在所，並召集霧臺當地首長塔努巴可·達拉拔撒呢(Tanubake Dalapathane)及納卡露·杜瑪拉拉瑟(Rangalu Dumalalathe)等有力人士，督促繳交槍械。莫利努建議時值稗子採收時期，在原住民習俗禁忌解除前，給予三天的寬限期。當塔努巴可對聚集於首長家門前的部落住民轉達官方旨意時，部落會議立即決定發起抗戰，塔努巴可隨即向其他部落通知宣告開戰。   
10月11日支廳長脇田義一在霧台駐在所派遣警部補古村與4名巡查至神山部落探查情況，於神山部落在當地有勢力者撒奇努的號令下，被30名族人殺害，只剩一名巡查逃過殺戮，翌日抵鄰近駐在所報告整個情況。在神山部落發動攻擊後，霧臺部落立即放火攻擊霧臺駐在所，阿禮與吉露部落隨即加入，共殺害取得脇田等10人首級。德文社家長莫利努擔心霧臺社族人攻入德文，便將德文駐在所唯一留守的巡查雲山保護於自家中，並遣一名族人前往三地門駐在所向警部補佐分利末熊報告災情。
同年10月13日，於阿緱廳最北端六龜里支廳的阿緱方面搜索隊隊長永田綱明(蕃務本署署長代理)隨即受命，率隊前往討伐霧臺部落，並將總部設置於三地門駐在所，重新整編搜索隊前往德文。此搜索隊規模達500人，除總部外尚有佐藤部隊、內田部隊 、梅野部隊及栗山砲隊。10月23日永田搜索隊開始砲及霧臺西北部魯凱族的新佳暮部落，佐藤部隊攻入新佳暮，而內田部隊攻佔舊佳暮，並對部落放火。10月28日搜索對展開霧臺攻勢，霧臺部落族人在神山懸崖設防，而栗山砲隊開始對神山部落砲擊。霧臺族人在神山設下的落石機關奏效，使得搜索隊在神山崖路戰役中出現19名傷亡。佐藤部隊隨即攻佔神山，並放火燒毀魯凱族人家屋。11月2日內田部隊由神山東方迂迴攻佔霧臺東方高地，11月2日栗山砲隊隨後對霧臺部落持續砲擊，內田與佐藤部隊由神山包夾攻陷霧臺，防守的魯凱族人因此而撤入山林逃往阿禮部落等處。警察方面最終放出風聲，只要原住民肯自繳槍械，一切可以既往不咎。事件平息後，12月13日各留下20名巡查於德文及三地門駐在所外，其餘各部隊均撤離。
根據日本警察方面統計，此次事件共收繳獵槍543支、槍身89支，傷亡數字未有公佈。而包括脇田義一、古村政勝等人在內，共有11名警察在衝突中喪生。
日本方面將殉職警員安葬在德文部落南方山頭（今霧台國小司令台後方），設有一座高約2公尺的紀念碑，每逢慶典時令則前往紀念碑行禮。

## 事件影響
霧臺事件結束後，霧臺駐在所被撤除，阿里港支廳第五監視區只設答拉瑪告(Taramakao)駐在所，轄區包含答拉瑪告、霧臺、達得魯、大武、吉露、阿禮、神山，霧臺周邊部落槍械被徹底沒收後，受到答拉瑪告駐在所及三地門駐在所與德文駐在所的包圍，已無做武力抵抗的能力。在部落族人徹底抵抗的意圖被粉碎，霧臺與神山部落的軍事獨立性也被大大的削弱，霧臺周遭的控制權便不再於霧臺魯凱族人手上，霧臺事件之後阿緱廳阿里港支廳轄下原住民部落，即不曾再發生大規模反抗事件。支廳長脇田義一等巡查以上之11名殉死者，連同太魯閣討伐之陸軍與警察陣亡者共134名，皆入祀靖國神社而成為祭神。
。

## 外部連結
- 霧台事件，臺灣原住民族文化知識網